# Julius J. Hoffman
Julius  J. Hoffman (7 de julio de 1895 – 1 de julio de 1983) fue un abogado y juez de Chicago, Illinois que alcanzó notoriedad por su rol en el juicio de los Siete de Chicago. 

## Juventud
Hoffman asistió al Lewis Institute y luego a Universidad Northwestern antes de ser admitido como abogado profesional en 1915. Trabajo como asociado y socio del estudio jurídico White y Hawxhurst hasta 1936, cuando se hizo procurador general de la Compañía Brunswick-Balke-Collender donde trabajó hasta 1944. Luego se unió al bufete de Markheim, Hoffman, Hungerford & Sollo.
En 1947, fue elegido Juez del Tribunal de Circuito del Condado de Cook. Cuando su período finalizó, el Presidente de los Estados Unidos Dwight D. Eisenhower designó a Hoffman a la Corte del Distrito Del Norte de Illinois en Chicago. Durante el curso de su carrera como juez, Hoffman presidió numerosos casos importantes, incluyendo un caso de evasión de impuestos contra Tony Accardo, un caso de obscenidad contra Lenny Bruce, un juicio de deportación contra el supuesto criminal de guerra nazi Frank Walus, y diversos juicios de abolición de la segregación racial.

## Siete de Chicago
Su caso más famoso fue el juicio del  9 de abril de 1969 al 20 de febrero de 1970, que implicó cargos contra manifestantes arrestados durante la Convención Democrática de 1968, originalmente conocidos como los «Siete de Chicago». 
Hoffman mostró una abierta falta de neutralidad durante el juicio. Rehusó permitirle al acusado Bobby Seale a representarse a sí mismo luego que su abogado se enfermara. Esto provocó conflictos con el activista afroamericano Seale que llevaron a Hoffman a ordenar que lo amordazaran y encadenaran en la sala y eventualmente encarcelarlo por desacato. Ante el escándalo, la fiscalía exigió que se declarara la nulidad del juicio contra Bobby Seale, que el juez se vio obligado a disponer. Pese a ello, Hoffman abrió una nueva causa contra Seale, por desacato, condenándolo a cuatro años de prisión, que revocada por la Corte de Apelaciones. 
El juez Hoffman se convirtió en el blanco favorito de los siete acusados, los cuales a menudo lo insultaban abiertamente. Abbie Hoffman (no existía parentesco entre ambos) le dijo al juez Hoffman “eres una shande fur de Goyim [desgracia para los Gentiles]. Mejor hubieras servido a Hitler.” Luego agregó que “tu idea de justicia es la única obscenidad en la sala." Tanto Davis como Rubin le dijeron al Juez que “this court is bullshit” (“ésta corte es una estupidez” en lenguaje soez).
El jurado declaró a los siete acusados inocentes de conspiración, pero cinco de los acusados fueron declarados culpables de incitar disturbios, y el juez Hoffman los sentenció a la pena máxima: cinco años en la prisión y una multa por 5.000 dólares, más gastos legales. Además, el juez Hoffman sentenció a los ocho acusados y a dos de sus abogados (William Kunstler y Leonard Weinglass) a prolongadas penas de prisión por desacato. El 11 de mayo de 1972, el Séptimo Tribunal de Circuito de Apelaciones desestimó todos los veredictos de desacato, y el 21 de noviembre de 1972 desechó todas las decisiones de fondo debido a una serie de motivos. Entre otras cosas, el tribunal de apelaciones consideró que el juez Hoffman no había medido suficientemente la parcialidad del jurado y que había demostrado una “actitud antagónica y frecuentemente hostil hacia la defensa.”

## Últimos años
En 1974, el autor Joseph Goulden escribió un libro llamado The Benchwarmers, que es una revelación del poderoso (y a menudo privado) mundo de los jueces federales. Goulden condujo una investigación exhaustiva del juez Hoffman y señaló que tenía la reputación de ser demasiado duro entre los abogados de Chicago, incluso antes de su caso más famoso. Goulden mencionó una encuesta que había sido llevada a cabo entre los abogados de Chicago que habían aparecido justo antes del juez y el 78% tenía una opinión desfavorable sobre él. Respondieron de manera abrumadoramente negativa a las preguntas “¿demuestra una actitud imparcial?” y “¿es cortés tanto con la parte acusadora como con la defensa?”.
En 1982, el Comité Ejecutivo del Tribunal de Distrito de los Estados Unidos ordenó que no se le asignaran más casos a Hoffman debido a su edad y a quejas sobre su conducta errática y abusiva. Sin embargo, Hoffman continuó presidiendo casos hasta su muerte por causas naturales.

## En la cultura popular
- La canción de John Prine "Illegal Smile" describe un escape de la realidad de un mal día, pero terminando en un tribunal. "And the judge's name was Hoffman." (y el nombre del juez era Hoffman).